# Atomsko sklonište
Gli Atomsko sklonište sono un gruppo musicale rock formatosi a Pola, nella ex-Jugoslavia, ora Croazia, nel 1977.
Il nome della band (ovvero "Rifugio antiatomico" in croato) nasce dalla commedia pacifista del 1968 di Boško Obradović, un poeta che in seguito supporterà la band con i testi. Il gruppo, nella sua prima fase, fu in qualche modo una particolare combinazione di quello che i membri della band descrivono come punk music con testi hippie. A causa dei loro testi particolari, la band non ha raggiunto tanta notorietà quanto Prljavo Kazalište oppure Azra, ma sono rimasti i favoriti tra alcuni critici ed hanno mantenuto nel tempo un piccolo ma appassionato seguito.
La band, che è sopravvissuta alla morte (nel 1987) del cantante Sergio Blažić "Ðoser" che li ha accompagnati per un'importante parte della carriera, è stata attiva fino al 1992. Fedeli al loro ideale di pacifismo, i membri della band sono apparsi al Zajecar Guitar festival nell'agosto del 1991: una delle poche band croate ad essere presenti in Serbia in un momento in cui la guerra infuriava nel loro paese d'origine. In seguito la band si è occasionalmente riunita per eventi di speciale rilevanza.
I membri attuali della band sono: Bruno Langer (basso), Ranko Svorcan (chitarra) e Nikola Duraković (batteria).

## Discografia

### Album in studio
- 1978 Ne cvikaj generacijo (ZKP RTLJ)
- 1978 Infarkt (ZKP RTLJ)
- 1980 U vremenu horoskopa (ZKP RTLJ)
- 1981 Extrauterina (ZKP RTLJ)
- 1982 Mentalna higijena (ZKP RTLJ)
- 1984 Zabranjeno snivanje (ZKP RTLJ)
- 1990 Criminal Tango (ZKP RTLJ)
- 1995 Terra Mistica (Croatia Records)

### Album dal vivo
- 1980 Atomska trilogija (ZKP RTLJ)
- 1985 Jednom u životu (ZKP RTLJ)

### Sotto il nome "Atomic Shelter"
- 1983 Space Generation (ISC Records)
- 1987 This Spaceship (East Europe Records)
- 1992 East Europe Man (East Europe Records)

### Compilations
- 1976 - 1986 (RTV Slovenija)
- '76 - '86 Kolekcija hitova Vol.2 (ZKP RTLJ)

### Singoli
- 1979 Pomorac sam majko / Pakleni vozaci (ZKP RTLJ)
- 1980 Bez kaputa / Tko ce tad na zgarištu reci (ZKP RTLJ)
- 1980 Generacija sretnika / Gazi opet cizma (ZKP RTLJ)